# Коммунизм (группа)
«Коммуни́зм» — концептуальный музыкальный проект, основанный в январе 1988 года Егором Летовым, Олегом Судаковым (Манагер) и Константином Рябиновым (Кузя УО).

## История группы

### Концепция проекта
Создатели проекта (Летов, Манагер, Кузя УО) руководствовались тем, что невозможно выразить абсурдность, кошмарность и игривость (неизменно сопровождающую первые два компонента) окружающей действительности ни одному художнику адекватней, чем сама реальность — её объекты и проявления (произведения народной и официальной культур, конкретная музыка и т. п.).
Манагер признавался, что «Коммунизм» был для музыкантов своего рода художественным простором, в котором можно было копаться и жить. Так, проект «Коммунизм», по признанию музыкантов, создавался не для аудитории, а для себя самих.

### Студийный период (1988—1990)
Проект «Коммунизм» был создан участниками группы «Гражданская оборона» Егором Летовым и Олегом Судаковым фактически «из одной песни», как позже вспоминал Судаков. Во время одного из концертов «Обороны» в 1988 году Судаков и Летов исполняли акапеллу советской народной песни «Радостно на душе», а после концерта решили зафиксировать данную песню в студийном варианте. Позже появилась идея использовать мелодию «Воздушная кукуруза» и собственные инструменталы для исполнения песен на стихи советских поэтов хрущёвского периода. Так родился первый альбом проекта, записанный уже втроём — вместе с Кузей УО.
В таком духе были выдержаны первые два альбома, записанные в 1988 году. С 1989 года группа стала записывать альбомы с песнями собственного сочинения («Веселящий газ», «Игра в самолётики под кроватью», «Хроника пикирующего бомбардировщика»), а также экспериментальные альбомы в жанре художественной декламации и конкретной музыки («Чудо-музыка», «Народоведение», «Жизнь что сказка», «Родина слышит») и в других направлениях экспериментальной музыки, с нередким использованием «заимствованной» поэзии и музыки.
В отличие от Гражданской обороны, в Коммунизме очень много жанров, от дембельских песен до «индустриально-нойзовых» песен.
Музыканты проекта создавали и записывали объекты так называемого «коммунизм-арта»: помимо композиций, авторами которых были сами участники проекта, в записях использовались элементы произведений самых разнообразных авторов — Льва Ошанина, Роберта Рождественского, Евгения Евтушенко, Сулеймана Стальского, Василия Розанова, Франца Кафки, Даниила Хармса, Исикавы Такубоку, Леонида Андреева, Сергея Михалкова, Владимира Ленина, Леонида Брежнева, Хо Ши Мина, Иоганна Себастьяна Баха, Public Image Limited, Ramones, Buzzcocks, оркестра Франсиса Гойи и многих других в виде текстов, семплов, фрагментов фонограмм.
После записи первых пяти альбомов Олег Судаков прекратил участие в проекте. С проектом «Коммунизм» в разное время сотрудничали (принимали участие в записях альбомов проекта) музыканты группы «Флирт» (Олег «Сур» Сурусин, Валерий Рожков), Янка Дягилева, Игорь Жевтун (Джефф), Дмитрий Селиванов, Аркадий Климкин, Александр Рожков (Иваныч).
Последний магнитоальбом проекта — «Хроника пикирующего бомбардировщика» — был записан в 1990 и считался лучшим альбомом группы с точки зрения самого Летова.

### Концертный период (с 2010)
«Коммунизм» всегда существовал как студийный концептуальный проект, зафиксированный в 14 магнитоальбомах и созданной позже на их основе компиляции «Благодать» в 4 частях в 1994 году, и никаких концертов изначально не предполагалось. При жизни Летов всего несколько раз исполнял некоторые песни проекта на своих концертах. С 2008 года в ряде городов России была продемонстрирована выставка «Коммунизм-арт», состоящая из коллажей Летова, Судакова и Рябинова.
«Возрождение» проекта началось весной 2010 года, под руководством Судакова и Рябинова. Судаков утверждал, что идея возрождения «Коммунизма» была на уме и у Летова, который при жизни планировал собраться вместе с Рябиновым и Судаковым и сыграть песни «Коммунизма» и «Цыганят».
С 2010 года группа гастролирует в составе: Судаков (вокал), Рябинов (вокал, гитара), Игорь Жевтун (вокал, гитара), Александр Андрюшкин (ударные, вокал), Дмитрий Максимов (бас-гитара). В 2013 году группа дала тур, приуроченный к 25-летнему юбилею проекта, а в 2014 году сыграла ряд концертов, приуроченных к 30-летнему юбилею «ГрОб Records», на которых музыканты исполняли песни из репертуара групп «Анархия», «Гражданская оборона», «Цыганята и Я с Ильича», «Инструкция по выживанию», «Великие Октябри» и «Чёрный Лукич». Также в 2013 году был дан тур группы «Манагер и Родина», приуроченный к 25-летнему юбилею группы.
Осенью 2018 года, в преддверии 30-летнего юбилея проекта, «Коммунизм» анонсировал заключительные концерты. По словам самих музыкантов, все они живут в разных городах и имеют свои коллективы, что сильно затрудняет концертную деятельность. В сентябре 2018 года были сыграны последние концерты в Санкт-Петербурге и Москве, включившие в себя как выступление самого «Коммунизма», так и музыкальных коллективов под руководством его отдельных участников, объединённое общим названием «Коммунистический субботник». На сцене также поддержал «Коммунизм» и Сергей Летов.
По прошествии концертного тура, в октябре 2018 года, группа объявила о прекращении деятельности. Тем не менее, музыканты собирались в 2019 году, уже в рамках группы «Гражданская оборона» для осенних концертов, приуроченных к 35-летнему юбилею группы Егора Летова.

### Студийный период (2019—2021)
16 марта 2020 года скончался один из основоположников группы Константин «Кузя УО» Рябинов.
19 февраля 2021 Олег Судаков сообщил, что в 2019 году группа, в составе Кузи Уо и Манагера приступила к записи пятнадцатого, последнего альбома «Коммунизма». Запись проходила в Санкт-Петербурге. Альбом не был завершён в связи со смертью Константина Рябинова. В марте 2021 года планировалось завершить альбом в Тюмени. Для завершения записи и издания альбома на компакт-дисках Судаков объявил о начале краудфандинг-акции «вКонтакте». В июле 2021 года на компакт-дисках вышел альбом «Граница счастья».

### Настоящие время (с 2023)
10 сентября 2023 издательство «Выргород» издало полное собрание альбомов «Коммунизма» на 16 CD в формате бокс-сет.

## Студийный состав

### Последний состав
- Константин (Кузя УО) Рябинов — вокал, соло-гитара, басс, акустическая гитара, ударные, электрическая гитара, саксофон, флейта, фортепиано, металлофон (1988—1990, 2019—2020)
- Олег (Манагер) Судаков — вокал (1988—1989, 2019—2021)
- Александр Андрюшкин — ударные, вокал, бас, гитара, шейкер, клавиши, труба (2019—2021)
- Сергей Шулепов — труба, синтезатор, бас-кларнет, вокал (2019-2021)
- Евгений Кокорин —  гитара (2019-2021)
- Игорь Бедарев — бас (2019-2021)
- Александр Бровко - гитара (2019-2021)
- Александр (Иваныч) Рожков —   флейта, вокал, гитара (1989, 2019-2021)

### Бывшие участники
- Егор Летов — вокал, ритм гитара, соло-гитара, ударные, басс, акустическая гитара, электрическая гитара, флейта, металлофон, подпевки (1988—1990)
- Олег (Сур) Сурусин — вокал, акустическая гитара (1989)
- Ирина Рябинова — голос (1989)
- Валерий Рожков —  вокал, акустическая гитара, электрическая гитара, басс, флейта (1989)
- Аркадий Климкин — голос, ударные (1989—1990)
- Сергей Зеленский — голос, басс, колокольчик, электрогитара (1989—1990)
- Янка Дягилева — вокал, акустическая гитара, металлофон  (1989—1990)
- Анна (Нюрыч) Волкова —  вокал (1990)
- Дмитрий Селиванов, Евгений Лищенко, Олег Лищенко (1990 — в альбоме «Хроника пикирующего бомбардировщика» были использованы их записи 1987 года)
- Игорь (Джефф) Жевтун —  подпевки, вокал, гитара, синтезатор (1989—1990)

## Концертный состав
- Константин (Кузя УО) Рябинов — голос, гитара (2010-2018)
- Олег (Манагер) Судаков — голос (2010-2018)
- Александр Андрюшкин — ударные, голос (2010-2018)
- Игорь (Джефф) Жевтун — гитара, голос (2010-2018)
- Сергей Летов (2013—2018)
- Валерий Рожков – голос (2014)
- Дмитрий Максимов — басс (2010—2017)
- Александр (Штакет) Поляков (2015, 2017, 2018)
- Александр (Иваныч) Рожков (2018)

## Дискография

### Студийные альбомы
1. 1988 — На советской скорости (издан в 2003, 2013)
2. 1988 — Сулейман Стальский (издан в 2005, переиздание в 2014)
3. 1989 — Веселящий газ (издан в 2001, 2005, 2015)
4. 1989 — Родина слышит (издан в 2013)
5. 1989 — Солдатский сон (издан в 1997, 2011, 2014)
6. 1989 — Чудо-музыка (издан в 2013)
7. 1989 — Народоведение (издан в 2013)
8. 1989 — Сатанизм (издан в 2007, 2015)
9. 1989 — Жизнь что сказка (издан в 2014)
10. 1989 — Лет Ит Би (издан в 2001, 2014)
11. 1989 — Игра в самолётики под кроватью (издан в 2001, 2016)
12. 1989 — Лениниана (издан в 2001, 2013)
13. 1990 — Тринадцать (издан в 2014)
14. 1990 — Хроника пикирующего бомбардировщика (издан в 2002, 2011, 2014, 2015)
15. 2021 — Граница счастья

### Сборники
- 1994 — Благодать (издан в 2000, 2015)

### Синглы
- Нетуман (интернет-сингл) (2011)
- Что к чему (интернет-сингл) (2024)

### Концертные альбомы
- Концерт в Питере (2011)
- Концерт в Запорожье 15 апреля 2011 (2 CD, 2012)
- Днепропетровск 14.04.11 (2013)
- Концерт в Ижевске 4 декабря 2014 г. (2015)
- Концерт в клубе «Шоколадная фабрика» (Москва) 29 ноября 2014 г. (2016)

## Видеография
- Концерт в Новосибирске 11.11.11 (2 DVD, 2012)